# Peter De Clercq
Peter De Clercq (Oudenaarde, 2 de juliol de 1966) és un ciclista belga, ja retirat, que fou professional entre 1988 i 1996. En el seu palmarès destaca una etapa del Tour de França de 1992 i la Nokere Koerse de 1994.

## Palmarès
- 1987
  - 1r al Circuit d'Hainaut
  - 1r a la Internationale Wielertrofee Jong Maar Moedig
- 1989
  - 1r a Heusden Limburg
  - Vencedor d'una etapa al Critèrium del Dauphiné Libéré
  - Vencedor d'una etapa al Tour del Mediterrani
  - Vencedor d'una etapa al Tour de la CEE
- 1990
  - 1r al Gran Premi de la vila de Zottegem
- 1992
  - 1r a A Travers le Morbihan
  - 1r al Tour d'Armòrica
  - Vencedor d'una etapa al Tour de França
  - Vencedor d'una etapa de la Volta a Galícia
- 1993
  - Vencedor d'una etapa del Tour of Britain
- 1994
  - 1r a A Travers le Morbihan
  - 1r a Nokere Koerse
  - 1r al Circuit des frontières
  - Vencedor d'una etapa de la Ruta del Sud
- 1995
  - 1r al Gran Premi de Rennes

### Resultats al Tour de França
- 1990. 137è de la classificació general
- 1991. 137è de la classificació general
- 1992. 123è de la classificació general. Vencedor d'una etapa
- 1993. 132è de la classificació general
- 1994. 182è de la classificació general
- 1995. Fora de control (9a etapa)